# Trashigang
Trashigang (tidligere Tashigang) er en by i det østlige Bhutan, med et indbyggertal (pr. 2005) på cirka 2.300. Byen er hovedstad i et distrikt af samme navn.
27°20′0″N 91°33′10″Ø / 27.33333°N 91.55278°Ø